# 先骕兰
先骕兰（学名：Hsenhsua chrysea）也称黄花红门兰、黄花小红门兰，为兰科先骕兰属下的一个植物种。